# Ferro di cavallo

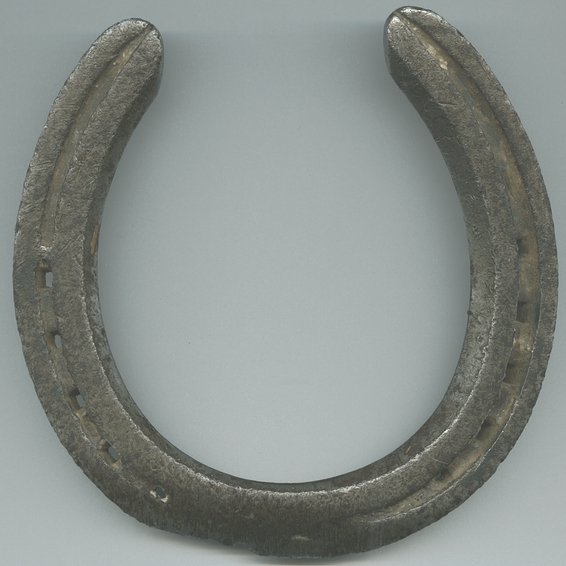
I moderni ferri di cavallo sono generalmente costruiti in ferro, e sono inchiodati allo zoccolo.

Un ferro di cavallo è un oggetto, generalmente a forma di U, fatto di ferro, gomma, plastica, cuoio o un laminato di queste sostanze, inchiodato o incollato allo zoccolo di un cavallo o di alcuni altri animali domestici, come i muli, al fine di prevenirne il consumo.
Sono disponibili in una larga varietà di materiali e di forme, sviluppate per i diversi tipi di cavallo e per i lavori che devono svolgere. Materiali comuni sono il ferro, l'alluminio, e la plastica, e alcuni ferri specializzati sono fatti di magnesio, titanio o rame. I primi ferri di cavallo erano sempre dotati di ramponi, parti sporgenti in basso all'estremità posteriore, per fornire una maggiore presa sul terreno; i ramponi sono utilizzati in alcune attività sportive equestri.
I ferri di cavallo venivano forgiati direttamente dal maniscalco, la cui attività sfumava, e in genere si sovrapponeva, in quella del fabbro. Attualmente, il maniscalco molto raramente prepara personalmente il ferro, disponibile in commercio in un'ampia gamma di tipi e di misure; tuttavia il maniscalco usa anche la forgia per le piccole modifiche necessarie al migliore adattamento del ferro allo zoccolo.
Usati come talismano, si dice che i ferri di cavallo portino fortuna. Sono anche usati per un gioco popolare nei paesi anglofoni, chiamato horseshoes ("ferri di cavallo").

## Storia
L'invenzione del ferro di cavallo viene fatta risalire al Medioevo e attribuita ai popoli nord-europei. Prima di allora, non vi sarebbero tracce della ferratura né nell'iconografia, né nei documenti scritti. In particolare, le fonti classiche riguardanti l'equitazione non solo non fanno menzione dell'esistenza di "ferri", ma non citano neanche, come problema, alcune malattie molto comuni nel cavallo ferrato. Il consiglio di Senofonte di predisporre un'area di acciottolato nel recinto dei cavalli, in modo da rinforzare i loro zoccoli, è perfettamente in linea con le più attuali indicazioni sulla gestione del cavallo scalzo, ma non ha alcun significato se applicata al cavallo ferrato.
Alcuni ritengono che la ferratura si sia diffusa come rimedio alle gravi patologie dello zoccolo, causate dal confinamento e dall'immobilità dei cavalli da guerra nelle stalle dei castelli medievali. Inoltre, l'uso del cavallo ferrato aumentava notevolmente la sua forza d'impatto sulla fanteria nemica. In seguito, a causa della continua cementificazione dei terreni urbani la ferratura si è diffusa anche al di fuori dell'uso bellico, fino a diventare, da alcuni secoli, pressoché generalizzata.

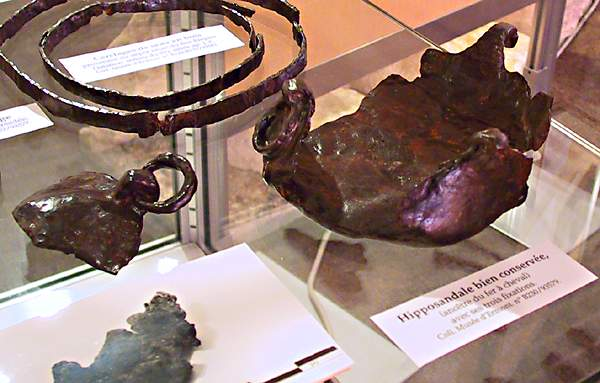
Una ferratura di epoca gallo-romana.

Tuttavia, alcuni isolati rinvenimenti di epoca romana pongono seri dubbi su quale sia stata l'epoca della prima ideazione dei ferri da cavallo: ne è esempio il ritrovamento all'interno dei resti di una villa romana vicino a Neupotz, in Germania, datati all'anno 294. Un altro esempio è fornito dal reperto, mostrato in figura, di epoca gallo-romana, esposto nelle collezioni del museo di Ermont. Ma sono stati ritrovati molti ferri di cavallo durante il Basso Medioevo.

## La ferratura
In natura il cavallo compensa con la crescita continua della parete esterna dello zoccolo il naturale consumo dell'unghia (semplicemente camminando); questo ciclo di rinnovo dura circa 9 mesi. 
Per i cavalli domestici l'attività deambulatoria è molto maggiore poiché vengono utilizzati per attività sportive e/o lavorative ed è ulteriormente aggravata dal tipo di terreno (selciato, asfalto, sentieri ghiaiosi...). Per ovviare a ciò si mette un ferro sotto lo zoccolo in modo da prevenirne il consumo. Questo però impone che a cadenza regolare (40 giorni circa) lo zoccolo venga pareggiato, cioè accorciato manualmente da un maniscalco. Se ciò non avvenisse il cavallo si troverebbe con gli zoccoli troppo lunghi che causerebbero problemi alla deambulazione stessa. 
Ferrare un cavallo è un'operazione seria e delicata che se svolta da mani inesperte potrebbe causare danni irreversibili.
Il Movimento per il cavallo scalzo (noto anche come Barefoot movement) sostiene che la ferratura non sia indispensabile e sottolinea i vantaggi dell'uso del cavallo scalzo.

## Come portafortuna

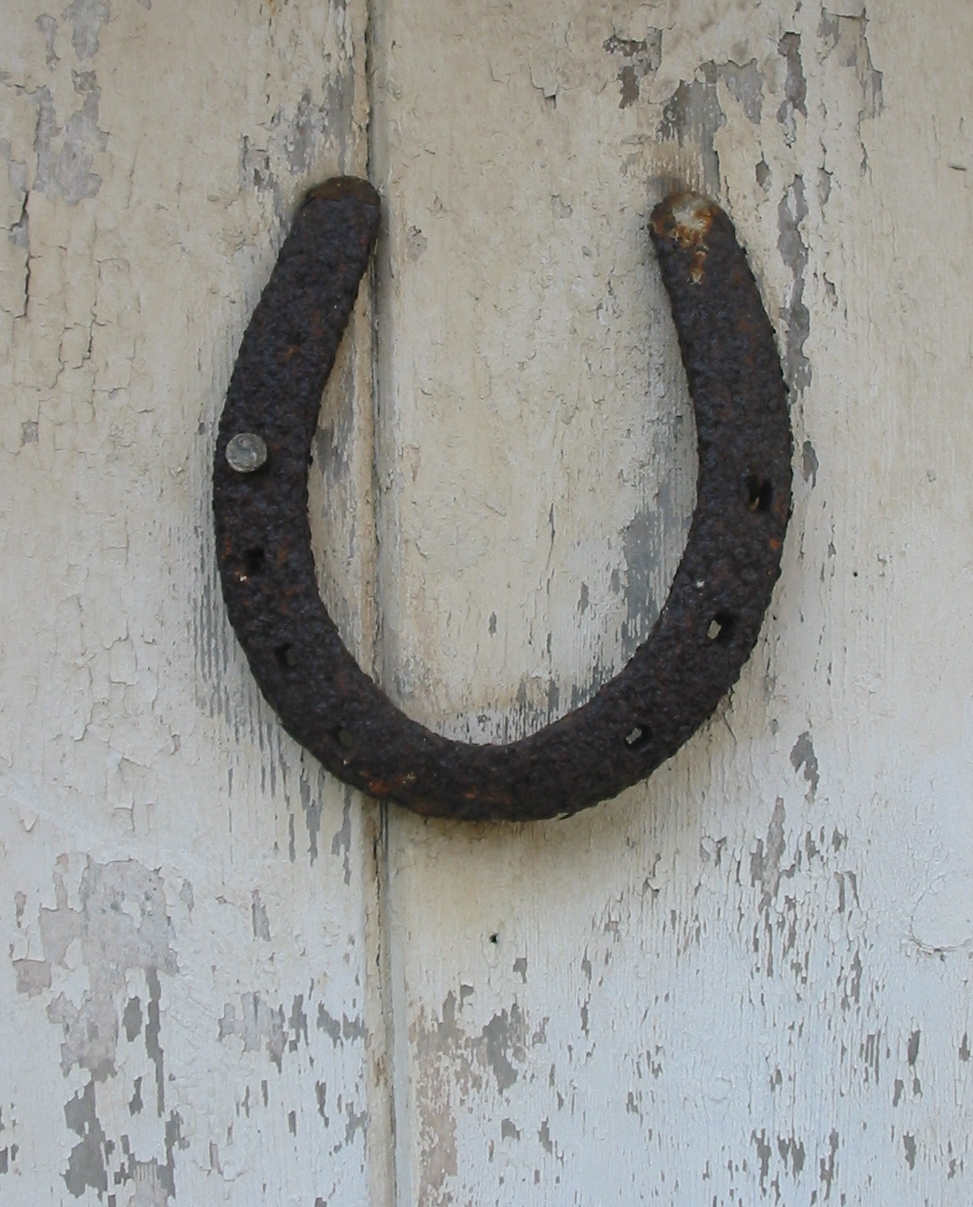
Un ferro di cavallo su una porta è visto come un talismano in alcune subculture

I ferri di cavallo sono considerati i più universali fra i portafortuna. Una tradizione comune è che se un ferro di cavallo viene appeso ad una porta con le estremità volte in alto (come nell'immagine), allora porterà fortuna. Ma se le estremità punteranno in basso, porterà sfortuna. Tuttavia, le tradizioni differiscono sia su questo punto, che sul fatto se debbano essere nuovi o usati, trovati o acquistati, e se possano essere toccati.
In alcune tradizioni, qualsiasi effetto benefico o dannoso può interessare solo il proprietario del ferro di cavallo, e non la persona che se lo appende sulla porta. Quindi, se un ferro viene rubato, o semplicemente trovato, sarà il proprietario, non la persona che l'ha trovato o rubato, a ricevere la buona o la cattiva sorte. Altre tradizioni richiedono che il ferro debba essere stato trovato per caso per essere efficace.
L'origine di questa tradizione consiste nella leggenda di Saint Dunstan, un fabbro che diventò arcivescovo di Canterbury nell'anno 959. Inchiodò un ferro di cavallo allo zoccolo del diavolo mentre gli era stato chiesto di ferrare il suo cavallo. Il diavolo fu liberato solo dopo che ebbe promesso di non entrare mai più in un luogo protetto da un ferro di cavallo sulla porta. 
Secondo altre fonti l'origine del ferro di cavallo come porta fortuna e scaccia malocchio è data dalla sua forma a rappresentare un apparato genitale femminile; era credenza comune che il malocchio e il maligno potessero facilmente essere distratti da una tentazione sessuale e così facendo non si interessassero più di entrare nella casa davanti alla quale fosse esposto o ai possessori di tale oggetto. Nel medioevo spesso sulle facciate delle chiese e sui loro portoni si trovavano bassorilievi raffiguranti genitali femminili molto espliciti (Sheela na Gig) proprio con lo scopo di catturare l'attenzione di demoni e non far entrare spiriti maligni; la maggior parte di queste incisioni troppo esplicite furono rimosse nel tempo.